# Johannes Humlum
Johannes Peter Christian Nikolaj Humlum (født 14. juli 1911 i Holstebro, død 13. juni 1990) var en dansk geografisk forsker.
Humlum blev født i Holstebro. Allerede i skoletiden fattede han interesse for geografifaget, og efter at have taget sin studentereksamen i 1929 i Roskilde, blev han optaget som geografistuderende ved Københavns Universitet. I 1935 blev han cand.mag. i geografi og naturhistorie, og efter kortvarige ansættelser, ved bl.a. Handelshøjskolen i København og Københavns Universitet, blev han i 1943 professor i geografi ved Aarhus Universitet. Her blev han, indtil han i 1981 gik på pension. Humlum skrev, foruden tidsskriftartikler, adskillige fagbøger, som han samlede stof til gennem talrige ekspeditioner og studierejser. Af disse er her et lille udpluk:
- Kulturgeografisk Atlas
- Geographie des Maisbaus
- La géographie de l'Afghanistan
- Water Development and Water Planning in the Southwestern United States

## Den midtjyske motorvej
En sag, der optog ham meget i starten af 1960'erne, var anlæggelsen af en motorvej midt gennem Jylland. Formålet med denne skulle være en øget udvikling på befolknings- og erhvervsområdet, et område hvor han mente, at hovedstaden var begunstiget på bekostning af den jyske halvø. I 1965 besluttede Folketinget at placere motorvejen i Østjylland, og ikke i Midt- og Vestjylland som foreslået af Humlum.

## Gæsteforelæser
Humlum var gæsteprofessor ved University of Minnesota og University of Washington 1950, ved universitetet i Dacca, Bangladesh 1952-53 (UNESCO), ved University of California 1964 og 1970, ved University of Newcastle 1965, Göteborg og Umeå universiteter 1966, 1972 og 1973 og polske universiteter 1967, 1960 tildelt Liederkerke-Beaufort-prisen af Société de Géographie i Paris.

## Hædersbevisninger
Han var Ridder af 1. grad af Dannebrog, medlem af bestyrelsen for Dansk naturhistorisk Forening 1936-38, sekretær i Geografforeningen 1938-40, formand 1942-44, medlem af Det Kongelige Danske Geografiske Selskabs råd og af UNESCOs hydrologiske decadekomité og dets udvalg vedr. kunstvanding i aride zoner, æresmedlem af Sociéta Geografica Italiana, medlem af Det lærde Selskab, stifter af og sekretær i Forum Geographicum, medlem af Dansk Byplanlaboratoriums udvalg vedr. landsplanlægning 1960-62, af Danmarks Naturfredningsforenings planudvalg og af forureningsudvalget samt af Undervisningsministeriets universitetsplanlægningsudvalg af 1962 og 1963-70 af fredningsplanudvalget for Vejle Amt og fra 1972 formand for Danmarks Naturfredningsforenings udvalg til bekæmpelse af forurening.
Han blev gift 1. maj 1940 med Mensendiecklærerinde Lise H.,f. 27. december 1912 i Søllerød, datter af direktør, dr.phil. N.R. Jørgensen og hustru Alma Kirstine f. Thunbo.

## Forfatterskab
- Kulturgeografi 1; 8. udgave; København 1977
- Kulturgeografi 2; 8. udgave; København 1978

### På internettet
- "Hveradalir in Kerlingarfjöll, Iceland" (Geografisk Tidsskrift, Bind 39; 1936; s. 11-34) Arkiveret 23. februar 2015 hos  Wayback Machine (engelsk)
- "Verdenskrisen i Østersøhandelen" (Geografisk Tidsskrift, Bind 40; 1937; s. 3-58) Arkiveret 23. februar 2015 hos  Wayback Machine
- "Galizien — et døende Oliefelt" (Geografisk Tidsskrift, Bind 40; 1937; s. 89-98) Arkiveret 23. februar 2015 hos  Wayback Machine
- "Görny Slask. Kulbrydning og Sværindustri i polsk Øvre-Schlesien" (Geografisk Tidsskrift, Bind 40; 1937; s. 99-109) Arkiveret 23. februar 2015 hos  Wayback Machine
- "Skovbrug i Balkanlandene" (Geografisk Tidsskrift, Bind 41; 1938; s. 81-103) Arkiveret 23. februar 2015 hos  Wayback Machine
- "Verdenshandelens maritime Hovedveje" (Erhvervsøkonomisk Tidsskrift, Bind 4; 1940; s. 133-166) Arkiveret 23. februar 2015 hos  Wayback Machine (ligeledes udgivet særskilt, København 1941)
- "Ruslands Raastofproduktion" (Geografisk Tidsskrift, Bind 44; 1941; s. 156-171) Arkiveret 23. februar 2015 hos  Wayback Machine
- "Geografiske Navnes Stavemaade" (Geografisk Tidsskrift, Bind 47; 1944; s. 242-253) Arkiveret 23. februar 2015 hos  Wayback Machine
- "Om Maal og Tal i »Rumforskningen« og tilgrænsende Videnskabsgrene" (Geografisk Tidsskrift, Bind 47; 1944; s. 175-182) Arkiveret 23. februar 2015 hos  Wayback Machine

## Nekrolog
- N. Kingo Jacobsen: "Johannes Humlum 14.7 1911-13.6 1990" (Geografisk Tidsskrift, Bind 90; 1990; s. V) Arkiveret 23. februar 2015 hos  Wayback Machine